# سوسک زمینی کورسور
سوسک زمینی کورسور (نام علمی: Abacetus cursor) نام یک گونه از تیره سوسک‌های زمینی است.